# Molinete
Dans le monde de la tauromachie, le molinete (mot espagnol signifiant : moulinet, tourniquet) désigne une passe de muleta de fioriture ou adorno. Elle conclut soit une série de derechazos, soit une série de naturelles,.

## Description et évolution historique
Le molinete peut être exécuté sous plusieurs formes. La plus classique vient à la suite de la dernière naturelle d'une série, lorsque le torero replie son bras derrière son dos. C'est celle qu'on voit le plus rarement. Une autre forme inventée par Juan Belmonte, s'exécute à la suite d'une trinchera (qui est une des multiples forme du derechazo) : le torero enroule alors l'étoffe de la muleta contre son corps. On l'appelle généralement « molinete belmontien ». Armillita Chico est à l'origine d'une forme de molinete à genoux (molinete de rodillas) dans les années 1930 que les toreros tremendistes comme Chicuelo II ou « El Cordobès » affectionnaient particulièrement. Il existe aussi une quatrième version du molinete qui vient du torero « El Gallo »  qui l'exécutait à la suite d'une passe aidée par le bas (appelée aussi aidée de ceinture) et qui porte le nom de molinete gallista. Ce dernier est très élégant lorsqu'il est effectué avec lenteur.
D'une manière générale, le molinete, sous quelque forme que ce soit, gagne en élégance quand il est fait discrètement en virant lentement à portée des cornes du taureau.